# L'Écharpe rouge
Pour plus de détails, voir Fiche technique et Distribution.
L'Écharpe rouge (hangeul : 빨간 마후라 ; RR : Balgan Mahura ; litt. « Mahura rouge ») est un film sud-coréen produit et réalisé par Shin Sang-ok, sorti en 1964.
Il remporte plusieurs prix lors de l'Asian Film Festival dans la même année, organisé en république de Chine, ainsi que des prix locaux (prix du Dragon Bleu, prix de la Grande Cloche).
Le titre fait référence au foulard rouge porté symboliquement par les pilotes en signe de virilité.

## Histoire
1952, lors la guerre de Corée, une escadre de pilotes de chasseurs-bombardiers de la Daehanminguk Gong-gun (en coréen 大韓民國 空軍) équipée d'avions de chasse F-86 Sabre, alliés au Commandement des Nations unies en Corée menée par les États-Unis, affronte les forces communistes de la république démocratique de Corée et de ses alliés.
Par ailleurs, divers décès prématurés au sein de l'effectif amènent les proches des défunts à des réorganisations de leur quotidien matériel et socio-affectif.

## Fiche technique
Sauf indication contraire ou complémentaire, les informations mentionnées dans cette section peuvent être confirmées par la base de données KMDb
- Titre original : 빨간 마후라, Balgan Mahura
- Titre français : L'Écharpe rouge
- Réalisation : Shin Sang-ok
- Scénario : Kim Kang-yoon, d'après un roman de Han Un-sa[3]
- Musique : Hwang Mun-pyeong
- Direction artistique : Song Back-kyu
- Photographie : Kim Jong-rae et Jeong Hae-jun
- Montage : Yang Seong-ran
- Production : Shin Sang-ok
- Société de production : Shin Films
- Pays de production : Corée du Sud
- Langue originale : coréen
- Format : couleurs - ShinScope (2,35:1) - mono - 35 mm
- Genre : drame historique ; guerre aéronautique ; propagande
- Durée : 105 minutes
- Date de sortie :
  - Corée du Sud : 24 mars 1964

## Distribution
- Choi Eun-hee : Ji-seon, une jeune femme économiquement précaire
- Shin Young-kyun : le capitaine Na Gwan-jung, un as du manche, membre des forces armées coréennes du sud
- Choi Moo-ryong : Bae Dae-bong, pilote de chasse, membre des forces armées sud-coréennes
- Han Eun-ji
- Yoon In-Ja
- Won Nam-koong : un pilote de chasse, membre des forces armées sud-coréennes et lié d'amitié virile avec le capitaine Na

## Distinctions
- Asian Film Festival 1964 :
  - Meilleur réalisateur
  - Meilleur acteur (Shin Young-kyun)
  - Meilleur montage
- Blue Dragon Film Awards 1964 :
  - Meilleur rôle secondaire masculin
  - Meilleur scénario
  - Meilleure photographie